# Гальвани (лунный кратер)
Кратер Гальвани (лат. Galvani) — крупный древний ударный кратер в северо-западной части видимой стороны Луны. Название присвоено в честь итальянского врача, анатома, физиолога и физика Луиджи Гальвани (1737—1798) и утверждено Международным астрономическим союзом в 1961 г. Образование кратера относится к нектарскому периоду.

## Описание кратера
Ближайшими соседями кратера являются кратер Ланглей, примыкающий к северо-западной части кратера; кратер Вольта на севере, кратер Репсольд на северо-востоке, кратер Жерар на юго-востоке и кратер Мак-Лафлин на юго-западе. Северо-восточную часть кратера пересекают борозды Репсольда, на юге находятся борозды Жерара; на востоке от кратера расположен Океан Бурь. Селенографические координаты центра кратера 49°31′ с. ш. 84°34′ з. д. / 49,51° с. ш. 84,56° з. д., диаметр 76,8 км, глубина 2,47 км.
Кратер имеет близкую к циркулярной форму, сильно разрушен. Юго-западную часть вала перекрывает небольшой кратер. Внутренний склон вала несколько шире в западной части, по сравнению с восточной частью. Среднее возвышение вала 1360 м, объем кратера составляет приблизительно 5 900 км³.. Дно чаши кратера сравнительно ровное. Одна из ветвей борозд Репсольда пересекает северо-восточную часть вала и разветвляется вблизи центра чаши продолжаясь в южном и западном-юго-западном направлении.
Вследствие расположения у северо-западного лимба Луны форма кратера искажена при наблюдениях с Земли и возможность его наблюдения зависит от либрации Луны.

## Сателлитные кратеры
| Гальвани |                                                       |             |
| Широта   | Координаты                                            | Диаметр, км |
| -------- | ----------------------------------------------------- | ----------- |
| B        | 49°27′ с. ш. 88°49′ з. д. / 49,45° с. ш. 88,82° з. д. | 12,7        |
| D        | 47°20′ с. ш. 88°04′ з. д. / 47,33° с. ш. 88,07° з. д. | 9,1         |